# Alauzène
Die Alauzène ist ein Fluss in Frankreich, der im Département Gard in der Region Okzitanien verläuft. Sie entspringt in den südlichen Cevennen, im Gemeindegebiet von Bouquet, schlägt zunächst einen Bogen Richtung Süd rund um den Mont Bouquet (629 m), schwenkt dann aber auf Nordwest, später Nordost und mündet nach rund 20 Kilometern beim Ort La Bégude, im Gemeindegebiet von Allègre-les-Fumades als rechter Nebenfluss in den Auzon.

## Orte am Fluss
- Seynes
- Les Plans
- Les Fumades les Bains, Gemeinde Allègre-les-Fumades
- La Bégude, Gemeinde Allègre-les-Fumades

## Sehenswürdigkeiten
- Der Mont Bouquet mit seinen steilen Kalkklippen in der Garigue-Landschaft ist ein bekanntes Revier für Paragleiter.
- Im Mündungsbereich (Gemeinde Allègre-les-Fumades) gibt es ein Vorkommen von Thermalquellen.